# City Journal
City Journal es una revista de políticas públicas distribuida en papel y en redes, publicada por el Manhattan Institute for Policy Research, que cubre una variedad de temas sobre asuntos urbanos, como la policía, la educación, la vivienda y asuntos análogos. La revista también publica artículos sobre arte y cultura, arquitectura citadina, la familia y otros temas. La revista se publica desde 1990.

## Historia
City Journal fue fundado en 1990 por Richard Vigilante, director editorial del Manhattan Institute, quien también fue el primer editor del Journal.  Vigilante originalmente buscó lanzar la revista con fines de lucro, pero finalmente convenció a William MH Hammett, director del Manhattan Institute. que adoptase el proyecto. Vigilante posicionó al Journal como una alternativa más moderada y cosmopolita a las instituciones de derecha tradicionales.  La revista publicó inicialmente artículos que promovían la privatización, la disciplina fiscal, la reducción del tamaño del gobierno y los vales educativos.  Otros temas relacionados con Nueva York publicados en la revista incluyen críticas a las admisiones abiertas en CUNY y la promoción de la vigilancia policial bajo la teoría de las ventanas rotas.: 349–350 

### Década de 2020
A principios de la década de 2020, City Journal atrajo una amplia atención nacional por su papel en la popularización de los debates sobre la teoría crítica de la raza, los temas LGBT en la educación y cuestiones similares en los Estados Unidos.  El colaborador Christopher Rufo, en particular, ha llamado la atención por escribir numerosos artículos en la revista que a menudo se centran en estos temas. En artículos publicados por City Journal, Rufo ha acusado a la Oficina de Derechos Civiles de Seattle de "respaldar principios de segregacionismo, culpa grupal y esencialismo racial"; destacó a los trabajadores de Disney y Twitter que han sido condenados por abuso sexual infantil; sugirió que había niveles significativos de ' acicalamiento ' en las escuelas públicas"; acusó a un diseñador de currículo de California de querer hacer que los niños "cantaran a los dioses Quetzalcóatl, Huitzilopochtli y Xipe Totek "  —y en efecto, subsecuentemente, el gobierno de California se vio obligado a pagar $100 000 dólares en honorarios legales y acordó eliminar los cantos a los dioses aztecas; y comparó la capacitación sobre diversidad realizada por la ciudad de Seattle con la "programación de culto".

## Publicación
La revista es publicada por el  Manhattan Institute for Policy Research un grupo de expertos nacionales sobre libre mercado con sede en la ciudad de Nueva York. Fue editado por Richard Vigilante y luego por Fred Siegel a principios de los años 1990. Myron Magnet, su editor de 1994 a 2006, es ahora editor general.  El editor actual del City Journal es Brian C. Anderson, quien fue nombrado a finales de 2006 después de desempeñarse como editor mayor durante 10 años. Entre los contribuyentes de la revista se incluyen expertos como Heather Mac Donald, Edward Glaeser, Steven Malanga, Nicole Gelinas, Kay Hymowitz, John Tierney y Joel Kotkin . Aunque City Journal tiene su sede en la ciudad de Nueva York, su alcance es nacional y, a menudo, internacional, a través de las contribuciones de escritores como Theodore Dalrymple de Gran Bretaña, Claire Berlinski y Guy Sorman de Francia, y Bruce Bawer de Noruega.

## Crítica
Gran parte de la recepción del City Journal a lo largo de los años se ha dividido según líneas políticas.
La revista ha recibido elogios de la derecha política : el consejo editorial del conservador New York Post la describió como "la revista que ayudó a salvar la ciudad de Nueva York";  El comentarista conservador Jay Nordlinger, escribiendo en National Review, llamó al City Journal "un faro de civilización".  En 2016, City Journal ocupó el segundo lugar en los "20 mejores sitios web de planificación urbana" ' The Global Grid, y nuevamente apareció en la lista en 2017, en el cuarto lugar.
Alice O'Connor, profesora de la Universidad de California, Santa Bárbara, ha escrito que City Journal "no es un modelo de moderación ideológica" y que sus colaboradores están "enredados en la urbanología de las décadas de 1960 y 1970".  Ha criticado a varios escritores del City Journal por revivir una "imagen implacablemente negativa de la patología cultural negra para pedir medidas más duras para reprimir los nacimientos fuera del matrimonio", luego de artículos que elogiaban al libro de Daniel P. Moynihan. The Negro Family: el caso a favor de la acción nacional.

## Contribuyentes notables
• Brian C. Anderson, editor

• Claire Berlinski, colaboradora

• Theodore Dalrymple

• Victor Davis Hanson

• Andrew Klavan

• Steven Malanga, colegiado mayor y editor mayor

• Judith Miller

• Guy Sorman

• John Tierney

• John Stossel